# アプリルツィ
アプリルツィ（Apriltsi (ブルガリア語: Априлци [ɐˈpriɫt͡si])）は、ブルガリア北西部の町、およびそれを中心とした基礎自治体。ロヴェチ州に属する。トロヤンに近接している。
バルカン山脈のボテフ峰（Ботев / Botev）のふもとの渓谷にあり、その地理的条件のためにアプリルツィは地域の観光地として開発が進んでいる。ボテフ峰の他には、トリグラフ峰（Триглав / Triglav）やマラギディク峰（Марагидик / Maragidik）にも近い。
町は4つの山村ノヴォ・セロ（Ново село / Novo Selo）、ズラ・レカ（Зла река / Zla Reka）、ヴィディマ（Видима / Vidima）、オストレツ（Осторец / Ostrets）を合併して作られた。これらは現在、町の街区として残っている。町は19世紀の家屋が保存され、農村のたたずまいを残している。

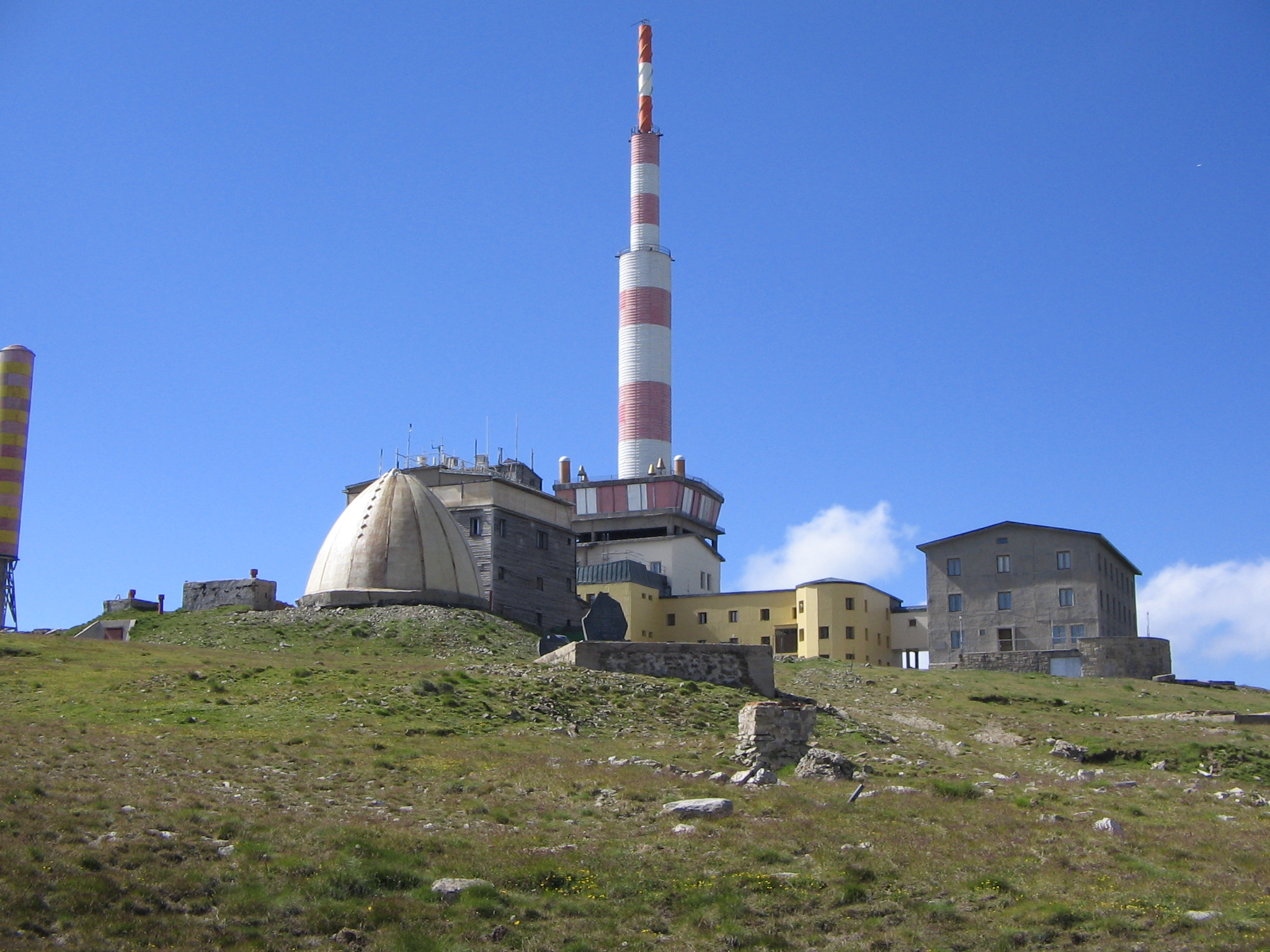
ボテフ峰の山頂

## 町村
アプリルツィ基礎自治体（Община Априлци）には、その中心であるアプリルツィをはじめ、以下の町村（集落）が存在している。
| 町/村             | キリル文字      | 人口 (2009年12月) |
| ----------------- | --------------- | ----------------- |
| アプリルツィ      | Априлци         | 3,207人           |
| Drashkova Polyana | Драшкова поляна | 101人             |
| スカンダロト      | Скандалото      | 67人              |
| ヴェルチェヴォ    | Велчево         | 179人             |